# Träsnitt

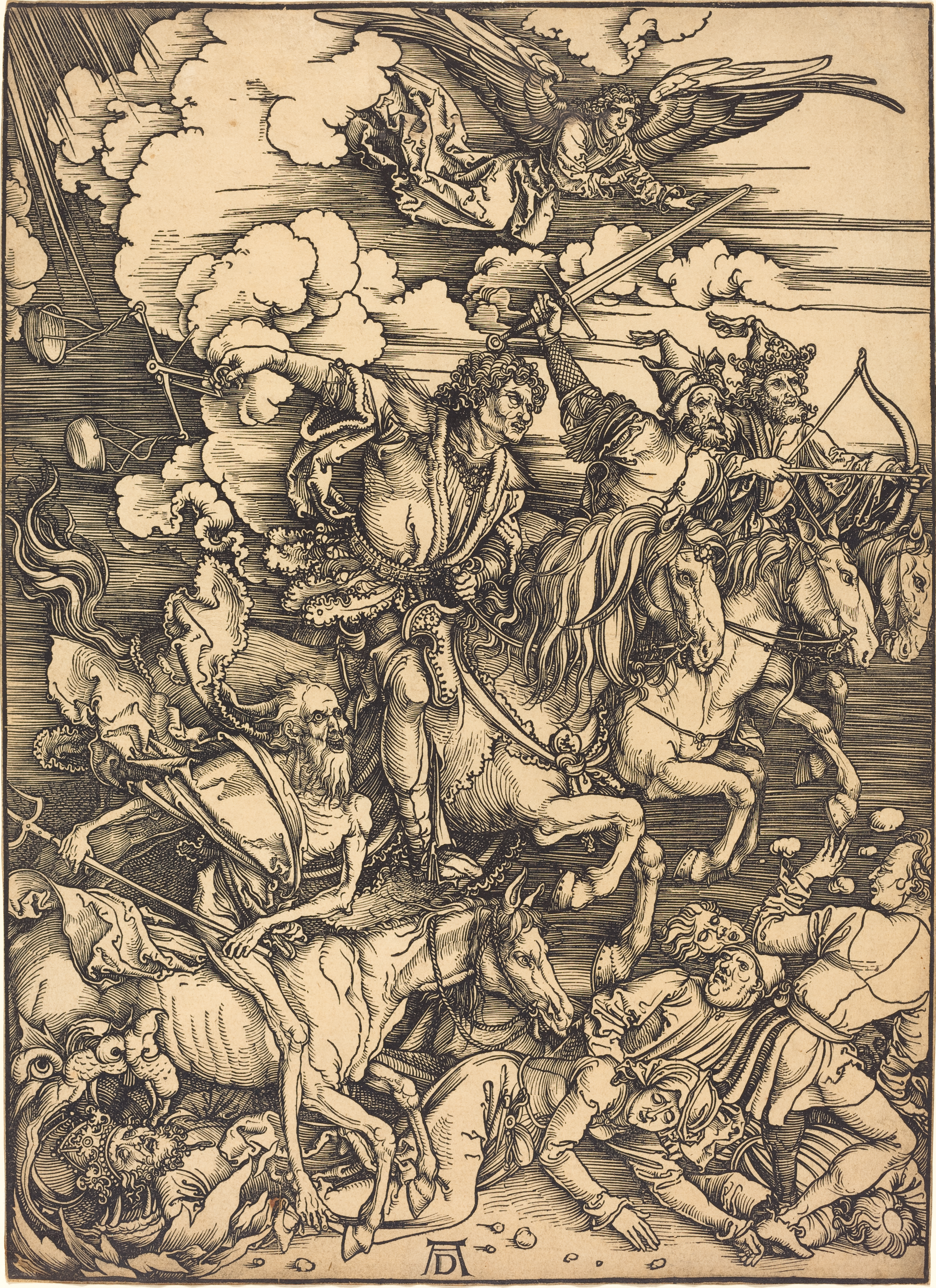
Albrecht Dürers De fyra ryttarna

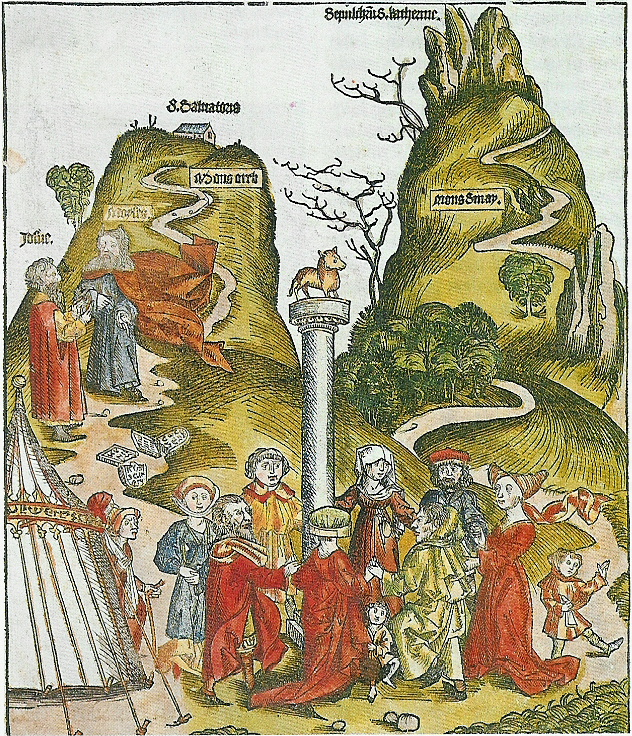
Guldkalven, handkolorerat träsnitt från 1400-talet

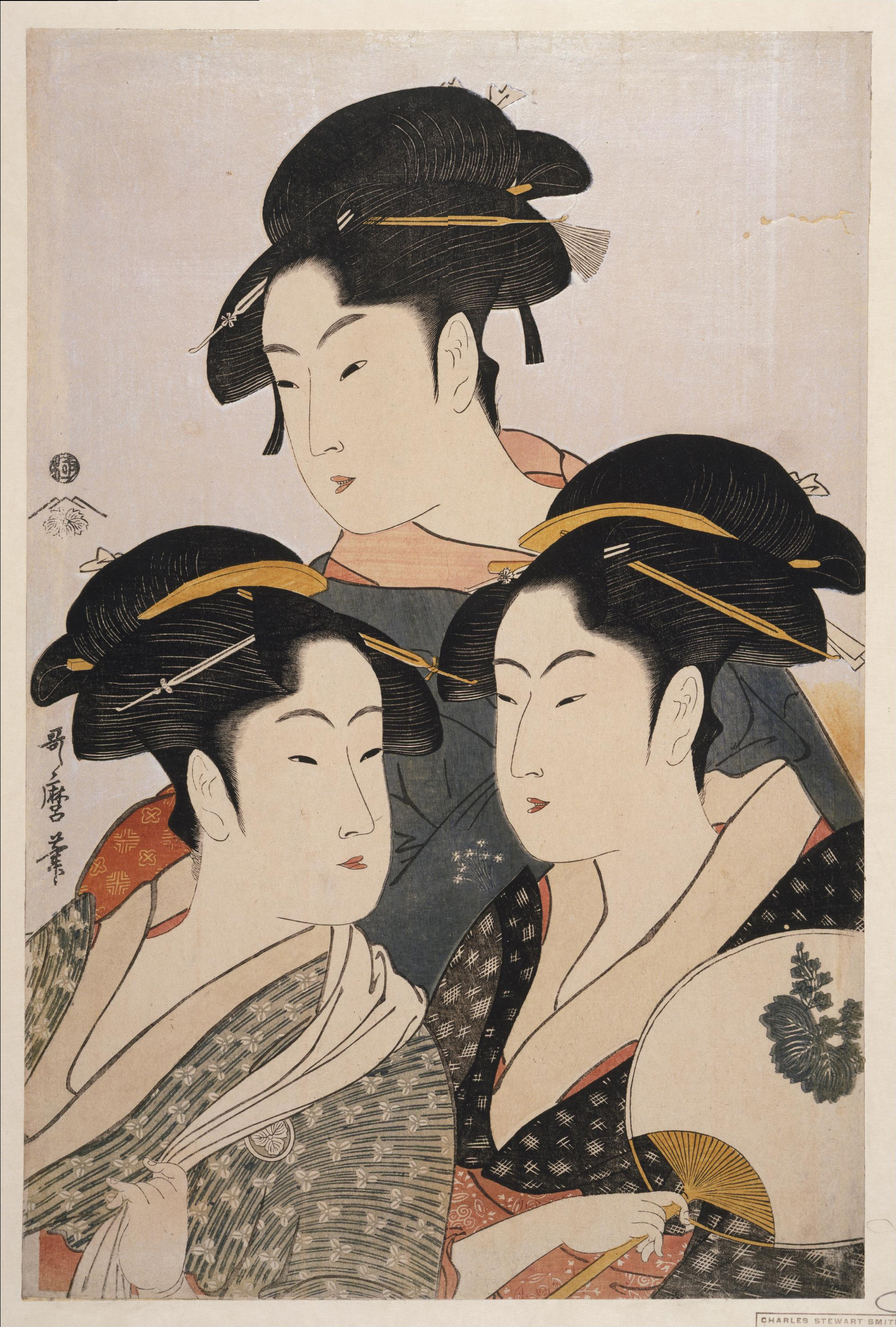
Tre kända skönheter av Utamaro.

Träsnitt är en grafisk teknik där bilden ritas på den plana sidan av ett träblock (i Europa vanligtvis päron- eller alträ), och det som skall förbli ofärgat skärs bort med kniv, stickel och håljärn, så att det som inte skurits bort kan användas för att färga ytor i det färdiga trycket.

## Användning i Europa
Träsnitt användes i stor omfattning under medeltiden och renässansen. En av de mest kända utövarna av tekniken är Albrecht Dürer, vars serie om Apokalypsen (1498) är mycket berömd. Träsnittet blev vanligt mot slutet av 1300-talet vid tillverkningen av spelkort och blockböcker och hade vid mitten av 1400-talet blivit ett självständigt konstnärligt uttrycksmedel. Det äldsta bevarade och daterade träsnittet utfördes 1423 av en S Kristoffer och förvaras i Manchester i England. Träsnittet fick redan på 1400-talet konkurrens av kopparsticket, och kom att bli den billigare och enklare illustrationsmetoden av de båda, använd främst i folkliga bokupplagor. På 1700- och 1800-talet var träsnittet den tryckteknik som användes för de billiga handkolorerade kistebreven som såldes på marknader. De nya illustrationsteknikerna xylografin och litografin trängde under början av 1800-talet nästan helt bort träsnittet, men tekniken återupplivades senare på 1800-talet genom William Morris och andra.
Träsnitt användes flitigt under 1900-talets första fjärdedel i verk av de tyska expressionisterna, till exempel Ernst Ludwig Kirchner, Max Pechstein och Erich Heckel, som med den lyckades skapa verk av en kraft och originalitet som inte uppnåtts sedan Dürer.
Även i Sverige ökade intresset för träsnitt som grafisk konstform under början av 1900-talet. På initiativ av konstnärerna Carl O Petersen, Artur Sahlén och Harriet Sundström grundades 1912 Föreningen Original-Träsnitt vars medlemmar var mycket aktiva som utställare såväl i Sverige som internationellt och banade väg för mästerliga användare av tekniken som Carl Palme, Annie Bergman, Sven Ljungberg och Torsten Billman. Torsten Billman utvecklade under 1940-talet det så kallade grisailleträsnittet – ett tonträsnitt med ett antal gråstockar och en svart-vit nyckelstock. Det var konsthistorikern Gunnar Jungmarker på Nationalmuseum som myntade begreppet grisailleträsnitt efter franskans gris för grå. (Inom måleriet förekommer beteckningen grisaillemåleri).

## Japanska träsnitt
I framför allt Japan (till exempel genren ukiyo-e) och i Kina står konstarten fortfarande högt i kurs. I Europa inspirerades bland andra Vincent van Gogh och Carl Larsson i slutet av 1800-talet av samtida japanska färgträsnitt.
Den japanska träsnittskonsten har en historia sedan 700-talet och kom till Japan från Kina. Då framställdes religiösa bilder och texter i buddhistiska tempel och kloster. Under Edoperioden på 1600-talet utvecklades träsnitt i en mer världslig riktning, och utgavs av kommersiella förläggare. Träsnittskonsten stod på sin topp från slutet av 1600-talet till senare delen av 1800-talet. Så småningom blev distriktet Kamigata i Edo dominerande för utgivningen.
De japanska träsnitten framställdes i en industriell process. Denna leddes av en förläggare (hammoto), som ägde ateljén och övervakade hela processen. Konstnären (gwakō) gavs i uppdrag att teckna en förlaga på ett tunt, handgjort och starkt papper med tusch och pensel. Teckningen övertogs därefter av träsnidaren (chokō), som skar ut motivet ur ett träblock av bergskörsbärsträd, eller om ett hårdare träslag behövdes för fina linjer, av japanskt pilträd. Teckningen klistrades fast på träblocket, varefter blocket skars ur med knivar, sticklar och olika stämjärn.
För varje färg gjorde tryckaren (senōk) därefter ett avtryck av huvudblocket. Träsnidaren skar sedan ut de olika blocken, vanligen sex-sju block per motiv. Sluttryckningen skedde i omgångar med den svarta konturteckningen först och därefter blocken med olika färger i en bestämd ordning. En upplaga, vanligen omkring 200 exemplar, kunde ta flera dagar att trycka. En samling tryckstockar kunde räcka till ett tusental exemplar, men blev efter hand slitna och de tryckta exemplaren sämre.